# Міньфен
37°03′52″ пн. ш. 82°41′36″ сх. д. / 37.06439° пн. ш. 82.69331° сх. д.
Міньфен (також Нія, кит. 民丰县, пін. Mínfēng Xiàn, трансліт. Niya) — один із повітів КНР у складі префектури Хотан, СУАР. Адміністративний центр — містечко Нія.

## Географія
Повіт Міньфен лежить у пустелі Такла-Макан, південна частина поступово переходить у Куньлунь.

### Клімат
Повіт знаходиться у зоні, котра характеризується кліматом пустель помірного поясу. Найтепліший місяць — липень із середньою температурою 25,9 °C. Найхолодніший місяць — січень, із середньою температурою -5,2 °С.
| Клімат повіту Міньфен                              | Клімат повіту Міньфен | Клімат повіту Міньфен | Клімат повіту Міньфен | Клімат повіту Міньфен | Клімат повіту Міньфен | Клімат повіту Міньфен | Клімат повіту Міньфен | Клімат повіту Міньфен | Клімат повіту Міньфен | Клімат повіту Міньфен | Клімат повіту Міньфен | Клімат повіту Міньфен | Клімат повіту Міньфен |
| Показник                                           | Січ.                  | Лют.                  | Бер.                  | Квіт.                 | Трав.                 | Черв.                 | Лип.                  | Серп.                 | Вер.                  | Жовт.                 | Лист.                 | Груд.                 | Рік                   |
| Середній максимум, °C                              | 1,7                   | 7,8                   | 17,2                  | 24,6                  | 28,7                  | 31,8                  | 33,5                  | 32,6                  | 28,4                  | 21,6                  | 12,5                  | 3,8                   | 20,4                  |
| Середня температура, °C                            | −5,2                  | 0,6                   | 9,3                   | 16,8                  | 20,9                  | 24,4                  | 25,9                  | 24,8                  | 19,8                  | 11,7                  | 3,8                   | −3,3                  | 12,4                  |
| Середній мінімум, °C                               | −11,1                 | −6                    | 1,6                   | 8,5                   | 13,3                  | 17,4                  | 19,1                  | 17,7                  | 12                    | 3,2                   | −3,2                  | −8,9                  | 5,3                   |
| Норма опадів, мм                                   | 1.8                   | 1.1                   | 1.1                   | 2.9                   | 5.3                   | 14.6                  | 9.6                   | 6                     | 4.8                   | 0.4                   | 0.2                   | 1                     | 48.8                  |
| Вологість повітря, %                               | 52                    | 42                    | 28                    | 26                    | 31                    | 37                    | 41                    | 42                    | 43                    | 43                    | 43                    | 53                    | 40                    |
| -------------------------------------------------- | --------------------- | --------------------- | --------------------- | --------------------- | --------------------- | --------------------- | --------------------- | --------------------- | --------------------- | --------------------- | --------------------- | --------------------- | --------------------- |
| Джерело: Дані метеостанції №56669 (КНР, 1991-2020) |                       |                       |                       |                       |                       |                       |                       |                       |                       |                       |                       |                       |                       |